# Memong
Memong is een bestuurslaag in het regentschap Nias Selatan van de provincie Noord-Sumatra, Indonesië. Memong telt 157 inwoners (volkstelling 2010).